# Smolensk
Smolénsk (in russo Смолéнск?, pronuncia /smʌˈlʲensk/) è una città di 326 861 abitanti della Russia europea, situata sul fiume Dnepr, capoluogo dell'omonima Oblast', 362 km a sudovest di Mosca. Oggi Smolensk è un discreto centro industriale, specializzato nei comparti elettronico e tessile.

## Geografia fisica

### Clima
- Temperatura media annua: 4,4 °C
- Temperatura media del mese più freddo (gennaio): −8,5 °C
- Temperatura media del mese più caldo (luglio): 17,3 °C
- Precipitazioni medie annue: 635 mm[2]

## Storia

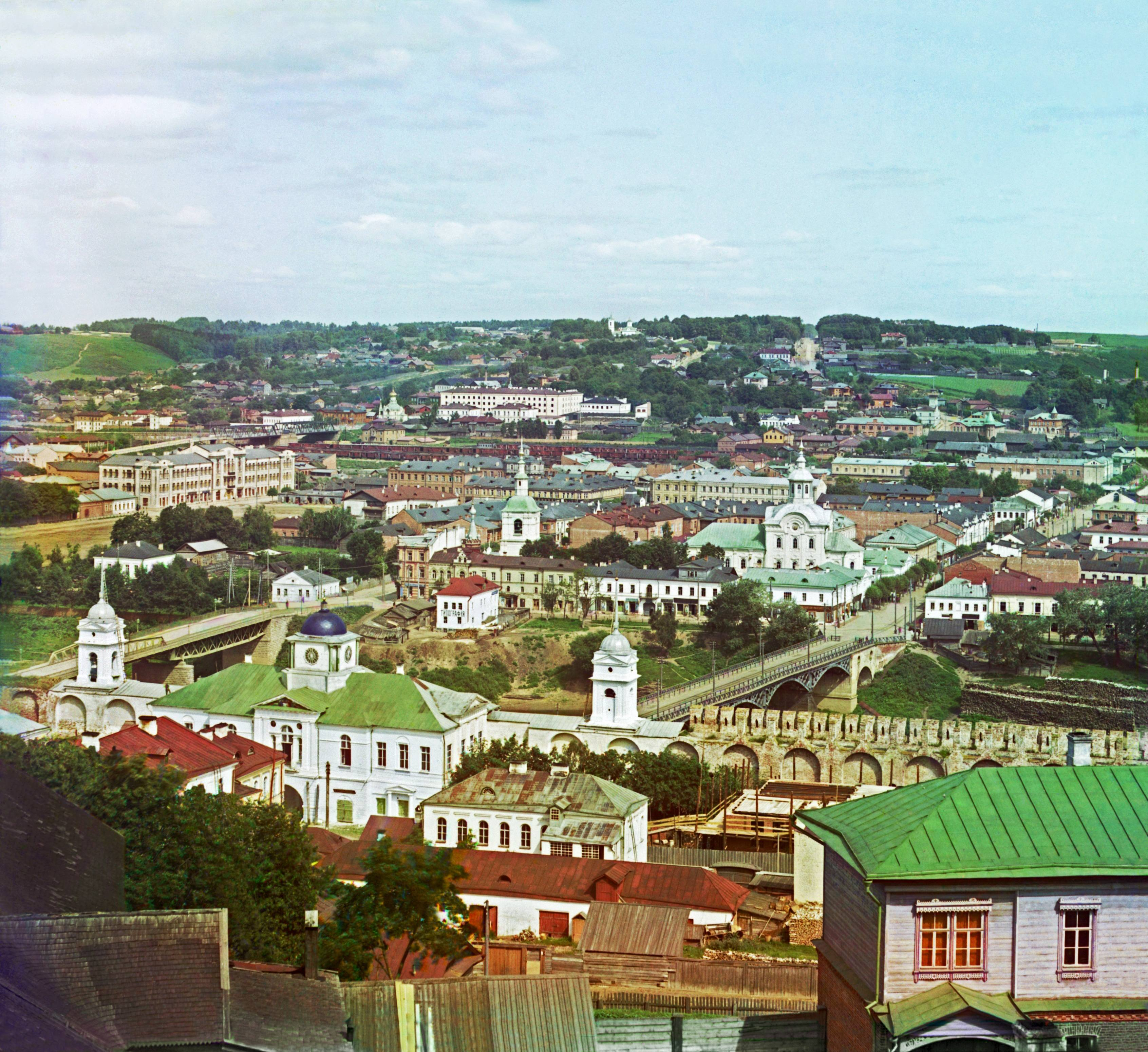
La città nel 1912

Citata in documenti che risalgono all'862, Smolensk è una delle più antiche città russe. Fu capitale del Principato di Smolensk nel Medioevo, poi degli assedi, tra i quali va ricordato quello conosciuto come Difesa di Smolensk, durato 20 mesi dal 1609 al 1611. Conquistata allora dai polacchi, fece parte della Confederazione polacco-lituana. In questo periodo la città era capoluogo del voivodato di Smoleńsk; furono erette un'arcieparchia cattolica di rito bizantino, nel 1625 e una diocesi di rito romano, nel 1636. Nel 1654 fu riconquistata dai russi. Durante l'Impero russo, fu capoluogo del Governatorato di Smolensk.
Nella sua lunga storia fu distrutta parecchie volte, specialmente durante la campagna di Russia di Napoleone Bonaparte, in cui vi si combatté la battaglia di Smolensk, e l'avanzata dell'esercito tedesco durante la seconda guerra mondiale (conosciuta in Russia come grande guerra patriottica). Non lontano da qui vi fu l'operazione Spark ovvero un tentativo tedesco di attentare alla vita di Adolf Hitler mediante l'utilizzo di un ordigno composto da due bottiglie di Cointreau caricate sul suo aereo, che fallì.
Il 10 aprile 2010, durante la fase di atterraggio, l'aeroplano che trasportava il presidente della Polonia Lech Kaczyński, la moglie e altri importanti funzionari statali polacchi, precipitò causandone la morte.

## Monumenti e luoghi d'interesse

### Edifici religiosi

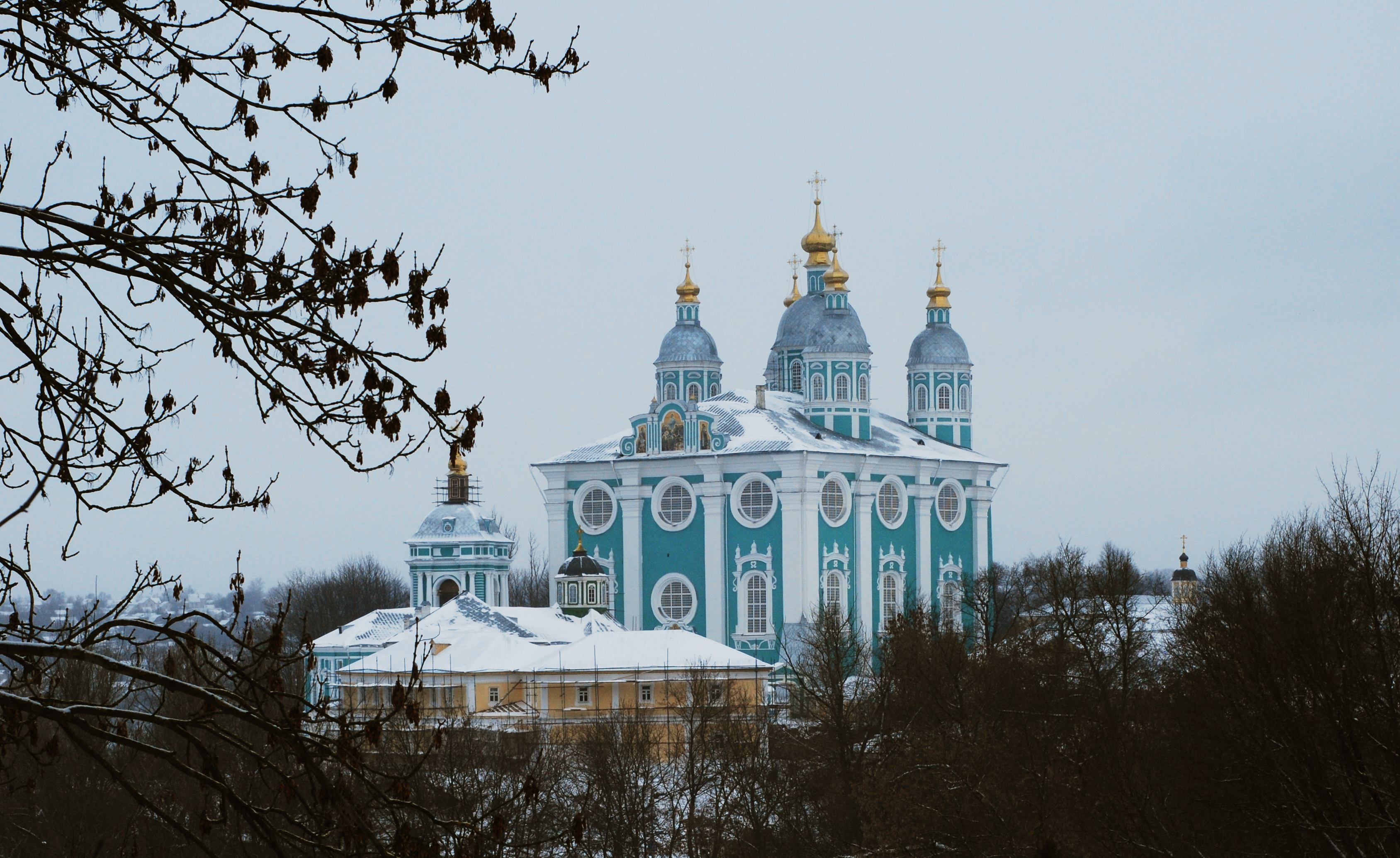
Cattedrale della Dormizione

La città è dominata dalla cattedrale della Dormizione della Santissima Madre di Dio, edificio costruito in stile barocco russo fra il 1677 e il 1772 sul luogo di una preesistente cattedrale del XII secolo. L'edificio ospitava fino al 1941 l'icona della Madonna di Smolensk, ritenuta miracolosa e andata dispersa durante la seconda guerra mondiale.

## Società

### Evoluzione demografica[5]
Abitanti censitiAnno0100.000200.000300.000400.00018111913193919762014PopolazioneEvoluzione demografica

## Infrastrutture e trasporti
- Aeroporto di Smolensk-Južnyj
- Strada M1 (Russia)

## Amministrazione

### Gemellaggi
- Tulle, dal 1981
- Hagen, dal 1985
- Colorado Springs, dal 1993
- Kerč', dal 1995
- Woodstock, dal 2006